# Automotor a Talca
El Automotor Alameda-Talca fue un servicio de largo Recorrido creado en 2002, para aumentar la oferta de EFE en la zona central, conectando a la ciudad de Santiago con la de Talca. Implementado con automotores Nissho Iwai de la serie Automotor Eléctrico Salón (AEZ). Fue suspendido en 2008.

## Descripción
El servicio fue creado a fines de 2001 como parte de los servicios Terrasur.
A partir de abril de 2006, se suprimió la combinación de bus con Viña del Mar. Desde septiembre de 2006, el servicio se efectuó sólo con UTS 444 biclase, con una frecuencia por sentido, y se nombró como TerraSur Talca.
Este servicio, en un principio, operaba con dos frecuencias diarias hacia y desde Talca, después con dos y luego terminó operando con una. A partir del 1° de enero de 2008, quedó suspendido en forma indefinida.
Desde el 5 de enero de 2009, el servicio TerraSur Chillán fue suspendido de Talca al sur. Así, todas las frecuencias de este servicio cubrían el corredor Alameda - Talca y algunos servicios de combinación tren-bus a Chillán. Desde el 2 de febrero de 2009, disminuyeron a 3 servicios por sentido en el corredor Alameda - Talca, y se restituyeron 3 servicios en el corredor Alameda - Chillán por sentido (algunos con combinación a Concepción). Desde el 20 de febrero, se restituyó totalmente el servicio Alameda - Chillán, por lo que Talca dejó de ser estación terminal nuevamente. POsterior al terremoto de Chile de 2010, el servicio retoma sus operaciones en mayo del mismo año.

## Material rodante
Este servicio era operado en casos de emergencia con composición de trenes con locomotora E30 y coches japoneses Kisha Seizo Kaisha (KSK) de clase salón, y un coche comedor.
Luego, el servicio se efectuó generalmente con AEZ reacondicionados, aunque ocasionalmente con UTS 444 biclase.

## Combinaciones
El servicio poseía, desde el 5 de enero de 2009, servicios de combinación con buses desde la Estación Talca a la Estación Chillán, para suplir el servicio TerraSur Chillán. Esta combinación se suprimió el día 2 de febrero, en que se realizaban 3 recorridos sin combinación a Chillán por sentido.